# Cechy v Ankh-Morporku
Cechy v Ankh-Morporku jsou důležitou součástí knih anglického spisovatele Terryho Pratchetta. Jejich členové hrají menší či významnější role v mnoha dílech Pratchettovy série Úžasná Zeměplocha.
Cechů je v rychle rostoucím Ankh-Morporku nepřeberné množství. Rozrostly se především za panování lorda Skřipce Sebevraždy, tedy ještě před tím, než se zbláznil. Největší rozkvět však městské cechy zažily teprve za vlády patricije Havelocka Vetinariho. Jeho vládu cechy podporovaly a byly s ní dokonce spokojeny. Mezi nejznámější a nejmocnější městské cechy se řadí cechy vrahů, zlodějů, žebráků, šašků a kašparů nebo švadlen a šiček.

## Známé ankh-morporské cechy

### Cech alchymistů
Cech alchymistů (v originále Alchemists' Guild) sdružoval ankh-morporkské vědce a alchymisty. Budova Cechu alchymistů se většinou nacházela naproti budově Cechu hráčů. Sídlo cechu, pokud právě stálo, bylo často obklopeno výpary či kouřem pocházejících z neustále prováděných pokusů. Prezidentem cechu byl Thomas Silverfish. V knize Pohyblivé obrázky objevili členové tohoto cechu prostřednictvím pohyblivých obrázků tajemství kinematografie. Před svým vstupem do městské hlídy byla členem cechu alchymistů i trpaslice Pleskot Řiťka.

### Cech balzamovačů
Cech balzamovačů (v originále Embalmers' Guild) byl zmíněn v knize Pyramidy. Absolventi cechovní školy byli velmi ctěni především v království Mžilibaba.

### Cech bojovníků s ohněm
Cech bojovníků s ohněm (v originále Firefighters' Guild) se specializoval na ochranu domů ve městě před vypuknutím požáru. Stačilo pouze zaplatit cechu určitou částku. Patricij Vetinari však cech záhy postavil mimo zákon, neboť jeho členové začali vydírat měšťany, kterým v případě nezaplacení cechovního poplatku hrozili žhářstvím.

### Cech instalatérů a žumponorů
Cech instalatérů a žumponorů (v originále Guild of Plumbers and Dunnikin Divers) byl v Ankh-Morporku, nejšpinavějším městě Zeměplochy, velmi užitečný. Budova cechu, jež byl zmiňován v knize Pyramidy, stála na ulici Alchymistů mezi sídlem Cechu zlodějů a budovou Cechu alchymistů.

### Cech hráčů
Cech hráčů (v originále Gamblers' Guild) reguloval městské podvádění. Budova cechu se většinou nacházela na ulici Alchymistů naproti budově Cechu alchymistů, což však neplatilo vždy, neboť sídlo jejich sousedů pravidelně explodovalo. V knize Nohy z jílu je zmiňován předseda cechu, Doc Pseudopolis.

### Cech hudebníků
Cech hudebníků (v originále Musicians' Guild) reguloval městskou hudbu. Vystupoval především v knize Těžké melodično, kde členové cechu s nelibostí nesli úspěch nelicencované skupiny Howling Rock.

### Cech kupců a obchodníků
Cech kupců a obchodníků (v originále Merchants' and Traders' Guild) byl v Ankh-Morporku založen krátce po příjezdu prvního zeměplošského turisty Dvoukvítka. Vicecechmistrem a zástupcem cechu pro turismus se stal Rerpf, vlastník hospody U sténajícího talíře nacházející se u Mosazného mostu. Budova cechu kupců a obchodníků stála na Pekařské ulici vedle sídla Cechu pekařů.

### Cech lovců krys
Cech lovců krys (v originále Rat-Catchers' Guild) ve městě dohlížel na nezbytnou deratizaci a následný prodej mrtvých krys trpaslíkům, mezi kterými tito hlodavci platili za velkou lahůdku. Cech byl zmíněn v knize Nohy z jílu, když seržant Tračník a Noby Nóblhóch zpovídali nezávislého lovce krys Pošuka Lulu Arthura.

### Cech pekařů
Cech pekařů (v originále Bakers' Guild) byl zmíněn v knihách Muži ve zbrani a Nohy z jílu. Představeným cechu byl Rudolf Korbílek, na jehož erbu pracoval Dračí král heroldů. Budova cechu pekařů stávala vedle sídla Cechu obchodníků na Pekařské ulici.

### Cech psů
Cech psů (v originále Dog Guild) představuje jediný městský cech provozovaný zvířaty. Hlavou tohoto cechu byl pes známý jako Velký Fido. Cech se staral o práva na zbytky, místa na slunění, noční povinnosti štěkat, rozmnožovací práva či o vytí na měsíc. Zázračný pes Gaspoda se chlubil, že nebyl členem tohoto cechu.

### Cech policistů
Cech policistů (v originále Guild of Watchmen) se ve městě krátce objevil v průběhu děje popsaného v knize Pátý elefant. Byl založen muži z Městské hlídky za nepřítomnosti sira Elánia, který odjel do Überwaldu. V čele cechu, který stávkoval proti manýrům zastupujícího kapitána Freda Tračník, stál Noby Nóblhóch.

### Cech právníků a advokátů
Cech právníků a advokátů (v originále Lawyers' Guild) byl zmíněn v knize Nohy z jílu, kde jako hlava cechu vystupoval zombie, pan Kosopád.

### Cech řezníků a uzenářů
Cech řezníků a uzenář (v originále Butchers' Guild) byl zmíněn v knihách Muži ve zbrani a Nohy z jílu. Prezidentem cechu byl Gerhart Fuseklar, na jehož erbu pracoval Dračí král heroldů. Ve Fuseklárových jatkách pracoval i golem Dorfl, kterého z této služby za jeden tolar vykoupil kapitán Karotka. Budova cechu řezníků stávala na ulici Alchymistů mezi budovou Cechu balzamovačů a pozemky patricijova paláce.

### Cech vrahů
Cech vrahů (v originále Assassins' Guild) byl jedním z nejmocnějších a nejvznešenějších městských cechů. Bylo známo, že cechovní škola představovala nejlepší místo pro ty, jejichž sociální postavení bylo lepší než jejich inteligence. Školou cechu vrahů, která svým absolventům zaručovala nejlepší universální vzdělání, prošel mimo jiné i pozdější patricij města Havelock Vetinari či mžilibabský král Těpic. Členové cechu bývali tradičně oblečeni v šatech černé barvy, pohybovali se zcela tiše a dokázali dokonale používat nejrůznější vražedné zbraně. Cech vrahů v Ankh-Morporku zodpovídal za vraždy, tak, že stanovoval cenu, za kterou lze zakoupit konkrétní inhumaci. Kupříkladu cena za hlavu lorda Vetinariho byla cechem stanovena na milion ankh-morporských tolarů. Vzdušná a prostorná budova cechu stála ve Filigránské ulici vedle budovy Cechu šašků a kašparů nedaleko Patricijova paláce. Mottem cechu bylo Nil Mortifii sine Lvcre, tedy žádné zabíjení bez placení.
Představený cechu, doktor Kruxminor je jednou z postav objevujících se v knize Muži ve zbrani. Kruxminor byl po souboji s velitelem Noční hlídky Samuelem Elániem usmrcen kapitánem Karotkou Rudykopalssonem. Kruxminorovým nástupcem se po jeho smrti stal jeho zástupce, lord Odkraglli. Lord Odkragli pak v následujících dílech přijal vícero kontraktů na eliminace významných postav Zeměplochy, kupříkladu Otce prasátek, členy hudební skupiny Howling Rock či velitele městské hlídky Samuela Elánia.

### Cech šašků a kašparů
Cech šašků a kašparů (v originále Fools' Guild) patřil mezi nejvlivnější a nejbohatší ankh-morporské cechy, ačkoliv nebyl nikterak starý. Cech je Pratchettem popsán v knize Muži ve zbrani, kde se Hlídka v rámci svého případu zabývala i vraždou klauna Ferdinanda. V knize vystupuje představený cechu, doktor Bělobrad. Pochmurná budova cechu šašků a kašparů sousedila s pozemky Cechu vrahů. Hymnou cechu byla píseň Pochod idiotů.

### Cech švadlen a šiček
Cech švadlen a šiček (v originále Seamstresses' Guild) sdružoval převážně mladé dámy využívající k obživě svá vlastní těla. Jedná se o jeden z nejstarších městských cechů, v jehož čele stála Růžena Dlaňová, která byla jednou z nejstarších cechovních představených.

### Cech zlodějů lupičů a spojených řemesel
Cech zlodějů (v originále Thieves' guild) působil v Ankh-Morporku velmi dlouho pouze ilegálně. Teprve za vlády patricije Vetinariho směl cech vystoupit ze stínů temných stínovských uliček. Legalizace zločinu představoval jeden z prvních reformních kroků Havelocka Vetinariho coby nového vládce města. Cech zlodějů, lupičů a spojených řemesel se pak stal jedním z vlivných ankh-morporských cechů, který kontroloval především nižší městskou kriminalitu. Za určitý poplatek cech bránil obyvatele města před nelicencovanými zločinci. Budova cechu stávala na okraji ulice Alchymistů a sousedila se sídlem Cechu instalatérů a Mosazným mostem.
V knize Stráže Stráže! vystupoval jako prezident cechu Urdo von Fuj, kterého po svém příchodu do Ankh-Morporku zatknul nový člen Noční hlídky, Karotka Rudykopalsson. V knize Nohy z jílu byl představeným cechu pan Flanelnoha.

### Cech žebráků
Cech žebráků (v originále Beggars' Guild) byl nejstarším a nejbohatším městským cechem. Cech zodpovídal za vybírání poplatků a kontrolu žebráků, kterých bylo ve městě velké množství. Hlava tohoto cechu byla mezi žebráky tradičně oslovována jako král či královna. Představená cechu v knihách Muži ve zbrani a Nohy z jílu byla známa jako královna Molly.

## Seznam dalších ankh-morporských cechů
- Cech historiků
- Cech kejklířů a zaklínačů (v originále Conjurers' Guild)
- Cech kočích a povozníků
- Cech krejčích
- Cech obchodníků s pánskou módou
- Cech obětí
- Cech rytců a tiskařů
- Cech sáčkářů a pytlíkářů
- Cech semaforistů
- Cech soudců
- Cech učitelů
- Cech úředníků
- Cech voňavkářů